# Eutrichosiphum tapatii
Eutrichosiphum tapatii är en insektsart. Eutrichosiphum tapatii ingår i släktet Eutrichosiphum och familjen långrörsbladlöss. Inga underarter finns listade i Catalogue of Life.